# Mindre vadarsvala
Mindre vadarsvala (Glareola lactea) är en sydasiatisk fågel i familjen vadarsvalor inom ordningen vadarfåglar.

## Utseende
Mindre vadarsvala är som namnet avslöjar en liten vadarsvala, med en kroppslängd på endast 16-19 centimeter. Den är vidare karakteristiskt sandgrå och har till skillnad från flera andra vadarsvalor tvärt avskuren eller endast svagt kluven stjärt. I flykten syns en vit vingpanel över armpennorna, svarta handpennor och bakkant på armpennorna, grå täckare samt svart ändband på den vita stjärten. I häckningsdräkt har den svart tygel och är gulbrun på strupen, utanför häckningstid streckad.

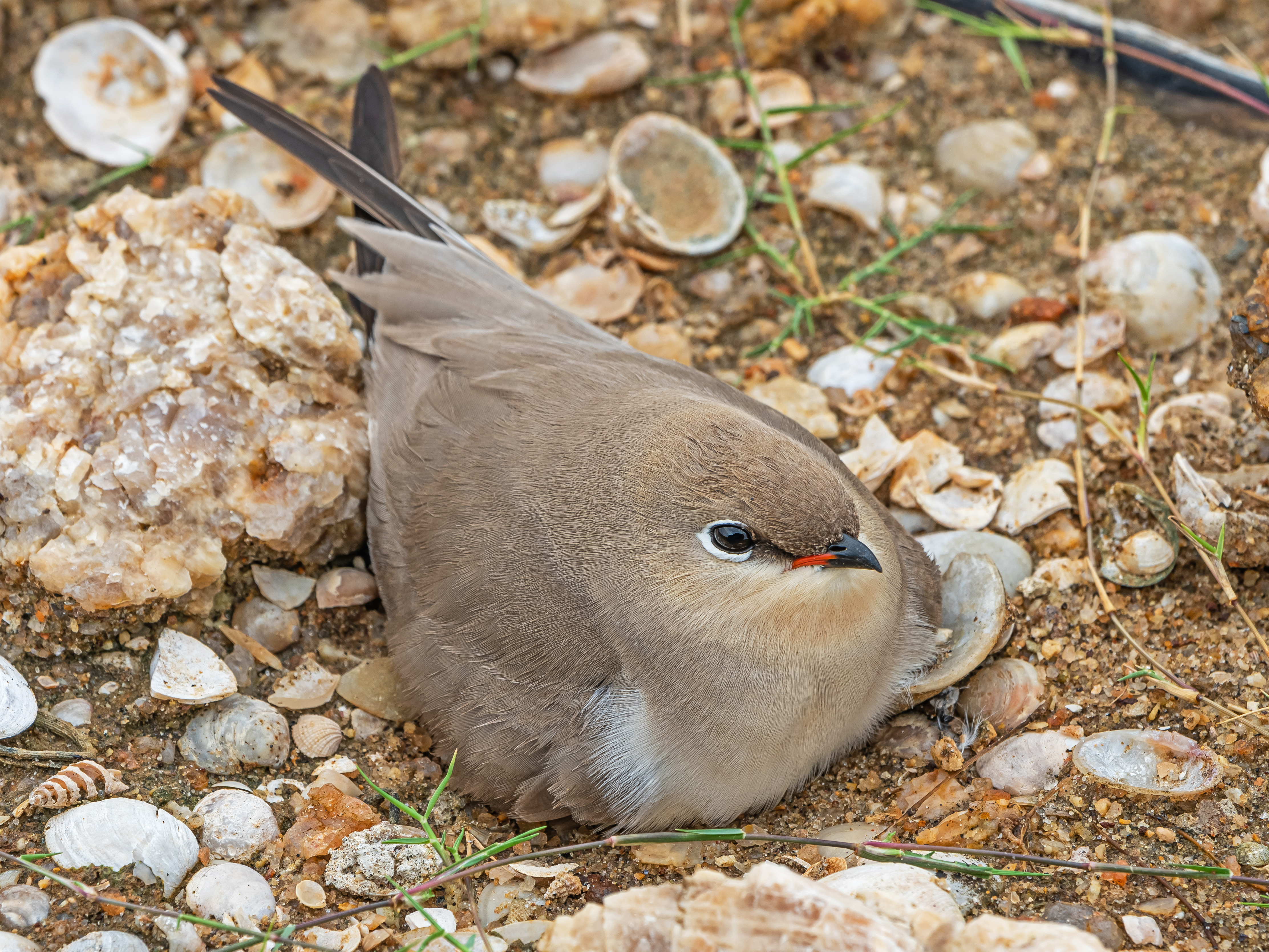
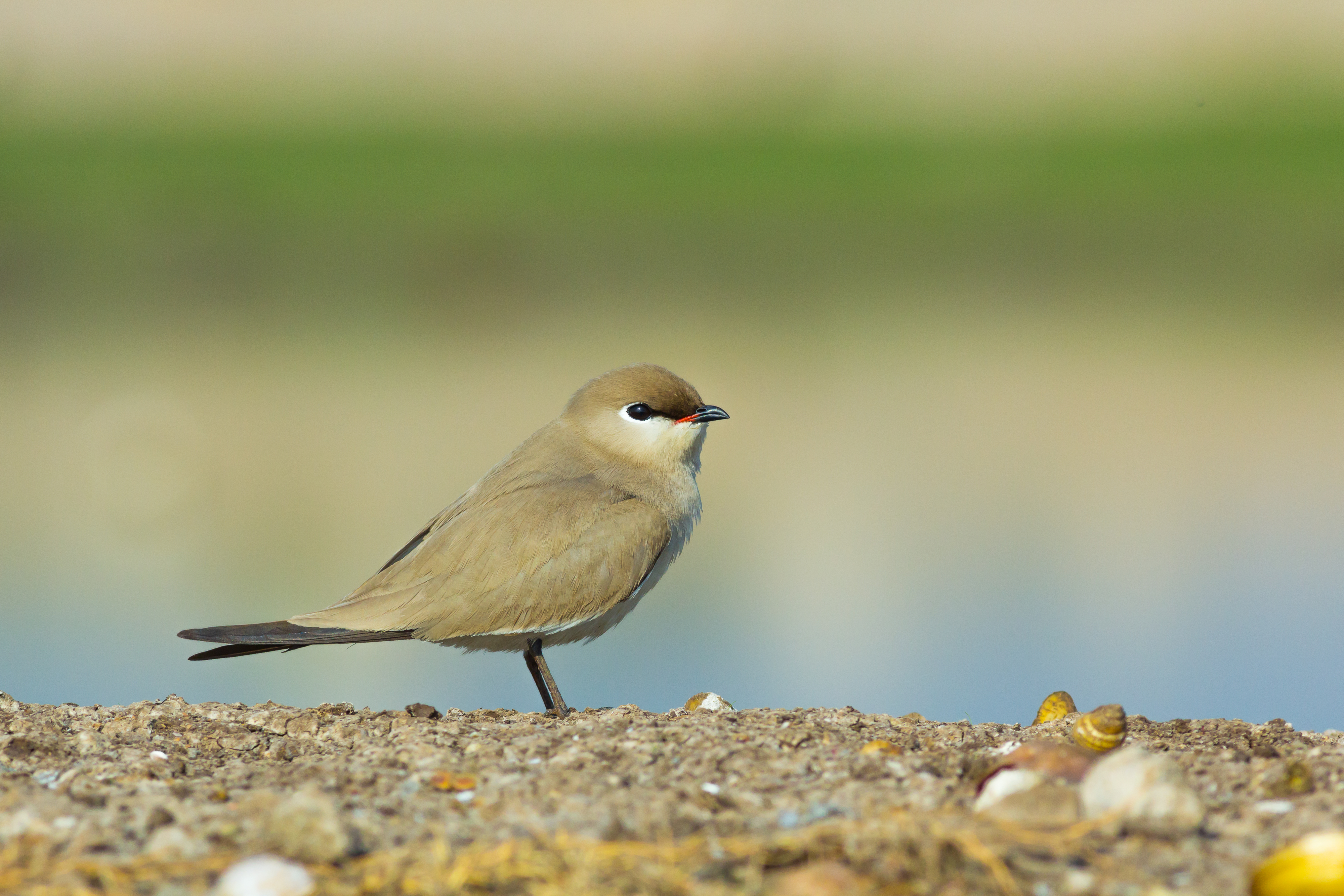
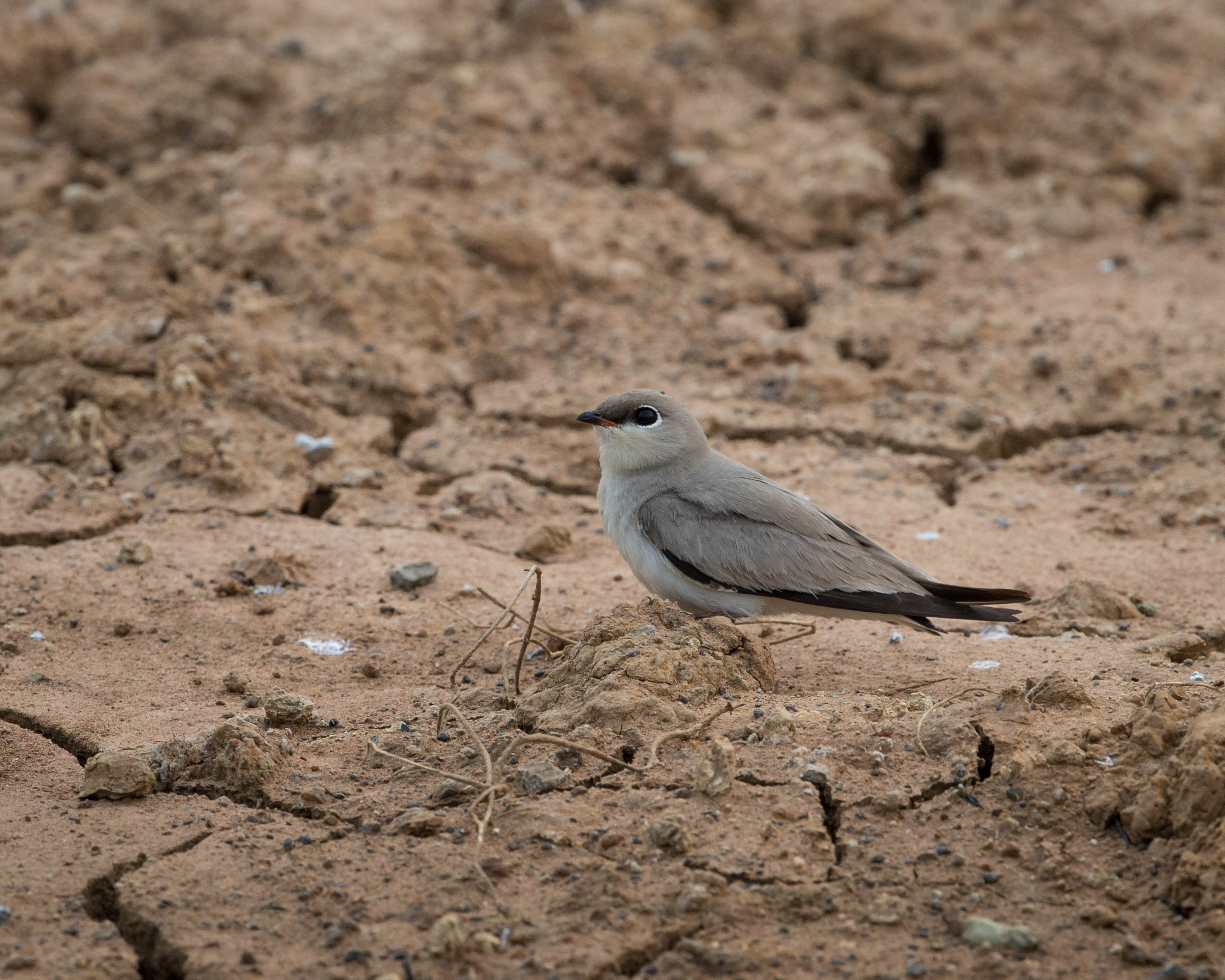

## Läte
I flykten hörs ett ljust och rullande "prrip" eller "tiririt". Under häckningen hörs korta ljud som "tuck-tuck-tuck".

## Utbredning och systematik
Mindre vadarsvala förekommer från östra Afghanistan och Pakistan genom Indien, Sri Lanka och Bangladesh till södra Kina (södra Yunnan) och därifrån sydost genom Myanmar till Thailand, Laos och Kambodja. Den förekommer även vintertid i Oman mellan början av november och slutet av februari. Tillfälligt har den observerats i Bahrain, Iran, Qatar, Förenade Arabemiraten och Jemen i Mellanöstern samt i Malaysia, Singapore och Vietnam i Sydostasien. Den behandlas som monotypisk, det vill säga att den inte delas in i några underarter.

## Levnadssätt
Fågeln trivs vid stora floder och sjöar med sand- eller klapperstensstränder. Den livnär sig av skalbaggar, termiter, flugor och andra insekter som den fångar i skymning och gryning, flygande i flockar. Den lägger två till fyra ägg i en uppskrapad grop, februari till april i Indien och Sri Lanka, från mars i Pakistan och april-maj i Laos.

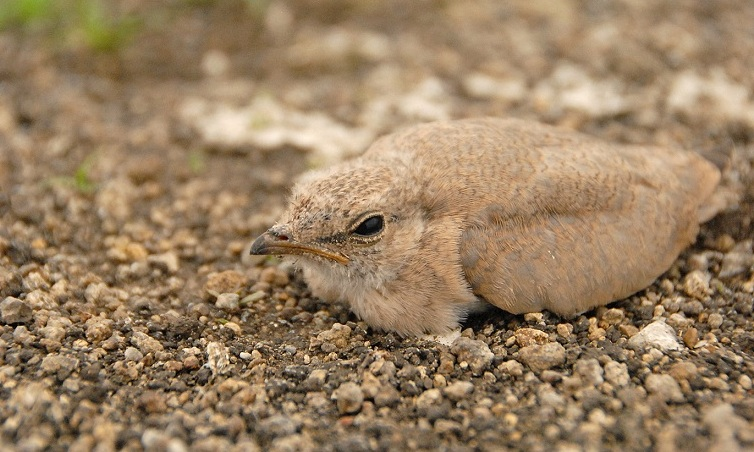
Ungfågel av mindre vadarsvala.

## Status
Arten har ett stort utbredningsområde och internationella naturvårdsunionen IUCN kategoriserar arten som livskraftig. Beståndsutvecklingen är dock oklar. Världspopulationen uppskattas till mellan 50 000 och 100 000 individer.